# Слон (сёги)
Слон (яп. 角行 какугё:, «угловой ходок») — фигура в сёги.

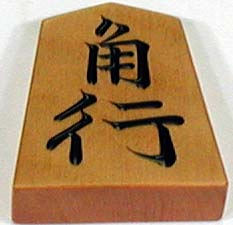
Слон.

Обозначение в европейской нотации: B.
В начале партии у каждого игрока имеется по одному слону: чёрный слон стоит на поле 8h, а белый — на 2b.
Слон и ладья в сёги называются старшими фигурами.

## Правила ходов
Слон в сёги ходит так же, как и шахматный: на любое число полей по диагонали. Переворачивается в лошадь-дракона:

## Свойства
Слон в сёги — единственная фигура, которая может быть разменяна уже на второй паре ходов после начала: 1.P7f 2.P3d 3.Bx2b+ 4.Sx — и в руке у играющих оказывается по слону.
После переворота слона часто бывает полезно отвести его обратно в свой лагерь, так как там он становится сильной защитной фигурой, и одновременно продолжает смотреть на лагерь противника, участвуя в атаке.

## Ценность
Ценность слона (если считать ценность пешки за 1), согласно мнению различных сёгистов, равна:
- 7 (Томохидэ Кавасаки, 4 любительский дан[1])
- 9 (Митио Ариёси, 9 профессиональный дан[2])
- 11 (Ларри Кауфман, 5 дан ФЕСА[3])
- 13 (Кодзи Танигава, 17-й пожизненный мэйдзин[4])
- 17 (Ясумицу Сато, 4-й пожизненный кисэй[1])

Таким образом, согласно всем этим источникам, слон стоит на одну-две пешки меньше ладьи, однако при размене старших фигур полезно помнить пословицу: «Меняй одну фигуру на две, даже если одна из них — пешка».
Ценность переворота слона, согласно вышеприведённым источникам, колеблется от 2 до 5.
По мнению Сергея Корчицкого, одного из сильнейших сёгистов Европы, слон — самая загадочная фигура в сёги.

## Пословицы про слона
- У слона и коня голова лысая (то есть эти фигуры не защищают поле прямо перед собой)
- В дебюте слон сильнее ладьи
- Против смещённой ладьи меняй слонов
- На слона отвечай слоном[6].

## Варианты сёги
- В добуцу сёги слон ходит лишь на 1 поле, соседнее с ним по диагонали (и так же ест), и не переворачивается. Обозначается стилизованным изображением серого слона на фиолетовом поле.

Почти во всех остальных вариантах сёги слон ходит так же, как и в классических сёги, однако правила переворота для него могут отличаться от классических:
- В киото сёги слон после каждого хода переворачивается в серебро, которое в свою очередь после каждого хода переворачивается обратно в слона.
- В тю сёги слон ходит, как и в классических сёги, и переворачивается тоже в лошадь дракона.
- В мака дай дай сёги слон переворачивается в золото
- В дай дай сёги слон ни в кого не переворачивается.